# 쓰루사토역
쓰루사토역(일본어: 鶴里駅, つるさとえき)은 일본 아이치현 나고야시 미나미구에 위치한 철도역이다.

## 역 구조
섬식 승강장 1면 2선 지하역. 노나미 측의 터널은 나고야 시영 지하철에서는 유일한 복선 쉴드 구조가 되고 있어 타이밍이 좋다면 전철이 엇갈리는 상태를 볼 수 있다.

### 타는 곳
| 1 | ■ 사쿠라도리 선 | 도쿠시게 방면                                |
| 2 | ■ 사쿠라도리 선 | 아라타마바시·이마이케·나고야·다이코도리 방면 |

## 역세권 정보
- 쓰루사토 공원
- 나고야 시립 사쿠라다이 중학교・고등학교

## 역사
- 1994년 3월 30일: 영업 개시.
- 2011년 7월 16일: 스크린도어 사용 개시.

## 인접역
| 나고야 지하철 ■ 사쿠라도리 선     | 나고야 지하철 ■ 사쿠라도리 선 | 나고야 지하철 ■ 사쿠라도리 선 |
| --------------------------------- | ----------------------------- | ----------------------------- |
| S 15 사쿠라혼마치 다이코도리 방면 |                               | 노나미 S 17 도쿠시게 방면     |